# Индексы Euro-Cbonds
Индексы Euro-Cbonds — это группа индексов по различным сегментам рынка еврооблигаций России и СНГ, разработанная Информационным агентством Cbonds. База расчета ведется с 1 января 2008 года.

## Группа индексов Euro-Cbonds
- Euro-Cbonds Sovereign (RU, UA) — Индексы суверенных еврооблигаций России и Украины
- Euro-Cbonds IG (Investment grade: RU) — Индекс корпоративных еврооблигаций России с рейтингом инвестиционного уровня
- Euro-Cbonds NIG (Non-Investment grade: RU) — Индекс корпоративных еврооблигаций России с рейтингом верхнего неинвестиционного уровня
- Euro-Cbonds Сorporate (UA, KZ) — Индексы корпоративных еврооблигаций Казахстана и Украины

## Методика расчета индексов еврооблигаций Euro-Cbonds
Предлагаемые Cbonds индексы рынка еврооблигаций СНГ представляют собой индексы полной доходности (total return index), также по каждой группе рассчитывается также вспомогательный ценовой индекс. Кроме индексов осуществляется расчет показателей, характеризующих средневзвешенную доходность к погашению (простую и эффективную) и средневзвешенную дюрацию индексного портфеля.

## Использование индексов
Индексы представляют полную картину динамики цен и доходностей основных сегментов рынка еврооблигаций стран СНГ.

## База расчета
Для расчета индекса первоначально рассматриваются все еврооблигации в обращении по стране (Россия, Украина, Казахстан), тип долга — старший необеспеченный, структура эмиссии — еврооблигации, выпущенные в формате LPN или глобальных облигаций и еврооблигаций, с листингом на международных биржах и с рейтингом хотя бы от одного международного рейтингового агентства.
Из первоначального списка исключаются:
- Бумаги с валютой эмиссией, отличной от доллара США;
- Бумаги со сроком к погашению менее 1 года;
- Низколиквидные бумаги определяемые следующими критериями:

 — Объем эмиссии для индексов Euro-Cbonds Sovereign и Euro-Cbonds IG меньше $250 млн, для Euro-Cbonds NIG, Euro-Cbonds Сorporate — меньше $100 млн;
 — Количество дней, когда по данному выпуску еврооблигаций не выставляли котировки на сайте Cbonds, превышает половину торговых дней месяца;
Далее, из полученного списка еврооблигаций отбираются эмиссии по уровню кредитного рейтинга и отнесению к суверенному или несуверенному долгу для расчета каждого из индексов:
Euro-Cbonds Sovereign — эмиссии с любым рейтингом и эмитент — государство.
Euro-Cbonds IG — несуверенные эмиссии с рейтингом не ниже (по крайней мере от двух агентств, если рейтинг присвоен более чем одним агентством) Ваа3 по версии Moodys и/ или ВВВ- по версии S&P и Fitch.
Euro-Cbonds NIG — несуверенные эмиссии с рейтингом ниже (по крайней мере от двух агентств, если рейтинг присвоен более чем одним агентством) Ваа3 по версии Moodys и/ или ВВВ- по версии S&P и Fitch, но не ниже В3 по версии Moodys и В- по версии S&P и Fitch.
Euro-Cbonds Сorporate — несуверенные эмиссии с рейтингом не ниже В3 по версии Moodys и В- по версии S&P и Fitch.
Списки, полученные для каждого индекса в результате вышеозначенных действий, называются Индексными списками.
Пересмотр списка в соответствии с данной методикой, а также включение новых эмиссий производится Cbonds ежемесячно.

## Даты начала и начальные значения
| Дата начала        | 01.01.2008 |
| Начальное значение | 100        |

## Формула расчета
Предлагаемые информационным агентством Cbonds индексы рынка еврооблигаций СНГ представляют собой индекс полной доходности (total return index) и рассчитывается по следующей формуле:
{\displaystyle I(0)=100;I(t)=I(t-1)*\sum _{i-1}^{n}{\frac {[P(i,t)+A(i,t)+G(i,t)]*V(i)}{[P(i,t-1)+A(i,t-1)]*\sum \limits _{j-1}^{n}V(j)}}}
Где:
- {\displaystyle n} — число бумаг индексного списка;
- {\displaystyle P(i,t)} — цена i-ой бумаги в момент времени t(*);
- {\displaystyle A(i,t)} — накопленный купонный доход по i-ой бумаге в момент t (в день выплаты купона, который, соответственно, является и началом нового купонного периода, этот показатель равен 0);
- {\displaystyle G(i,t)} — купонные выплаты получаемые по i-ой бумаге в момент времени t;
- {\displaystyle V(i)} — номинальный объем i-го выпуска облигаций из индексного списка.

(*) В качестве цены i-ой бумаги в момент времени t используется средняя цена между лучшими котировками на покупку и продажу выставленные на сайте Cbonds в разделе «Котировки участников рынка».
Индекс рассчитывается один раз (на закрытие) каждый торговый день в начале следующего дня.
Кроме основного индекса рассчитывается также вспомогательный («конъюнктурный»), который представляет собой «ценовой» индекс. Его расчет осуществляется следующим образом:
{\displaystyle IP(0)=100;IP(t)=IP(t-1)*\sum _{i-1}^{n}{\frac {P({i,t})*V(i)}{P(i,t-1)*\sum \limits _{j-1}^{n}V(j)}}}
Где:
- {\displaystyle n} — число бумаг индексного списка;
- {\displaystyle P(i,t)} — цена i-ой бумаги в момент времени t;
- {\displaystyle V(t)} — номинальный объем i-го выпуска облигаций из индексного списка.

### Сопутствующие показатели
Кроме индексов, осуществляется расчет показателей, характеризующих средневзвешенную доходность к погашению и средневзвешенную дюрацию индексного портфеля.
Средневзвешенная дюрация представляет собой усредненную по портфелю дюрацию, взвешивание осуществляется исходя из доли каждой бумаги в общей капитализации. По каждой бумаге используется дюрация к погашению, если данный показатель может быть корректно рассчитан, в противном случае используется дюрация к оферте.
Средневзвешенные доходности представляют собой взвешенную доходность бумаг, входящих в индексный портфель, к погашению или оферте. Если можно корректно рассчитать доходность к погашению, берется данный показатель, в противном случае используется доходность к оферте. Взвешивание осуществляется с учетом доли бумаги в капитализации рынка и дюрации.